# دیزی (اکلاهما)
دیزی (به انگلیسی: Daisy) یک منطقهٔ مسکونی در ایالات متحده آمریکا است که در شهرستان اتوکا، اکلاهما واقع شده‌است.